# Onopordum acanthium

Onopordum acanthium é uma espécie de planta com flor pertencente à família Asteraceae. 
A autoridade científica da espécie é L., tendo sido publicada em Species Plantarum 2: 827. 1753.
O seu nome vulgar é acanto-bastardo, cardo-acanto ou cardo-selvagem.

## Portugal
Trata-se de uma espécie presente no território português, nomeadamente os seguintes táxones infraespecíficos:
- Onopordum acanthium subsp. acanthium - presente em Portugal Continental. Em termos de naturalidade é nativa da região atrás referida. Não se encontra protegida por legislação portuguesa ou da Comunidade Europeia.

## Herádica
Onopordum acanthium é o emblema floral da Escócia e aparece  tanto na heráldica escocesa como de todo o Reino Unido, em símbolos, logos, brasões de armas e também nas moedas britânicas. Também está presente no brasão da cidade francesa de Nancy e é o símbolo da região da Lorena.

## Galeria

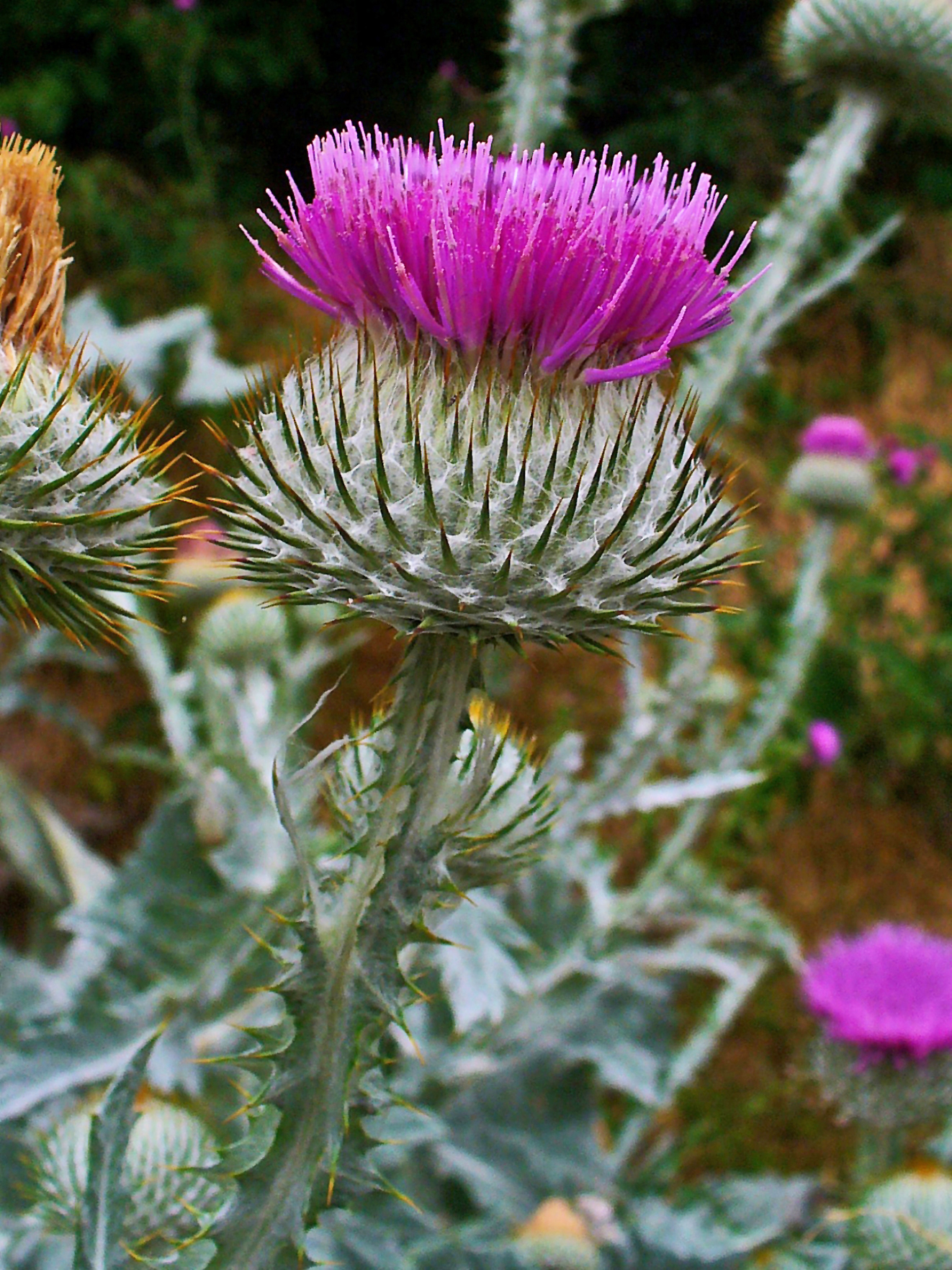
Onopordum acanthium (cardo-selvagem)
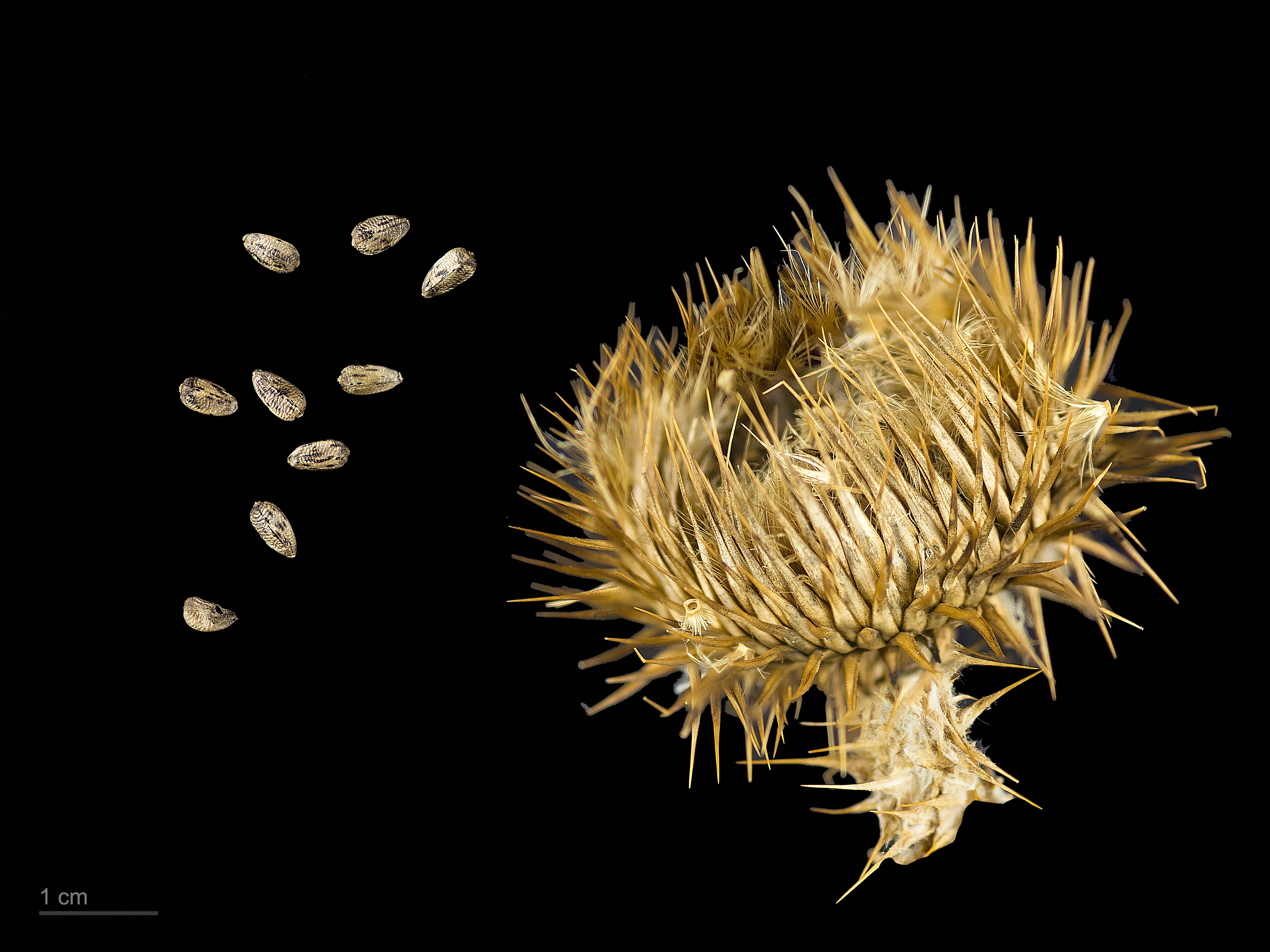
frutos e sementes de Onopordum acanthium
Onopordum acanthium como figura heráldica
Onopordum acanthium no brasão de Nancy